# Chen Yanhua
Pour les articles homonymes, voir Chen.
Chen Yanhua née le 3 novembre 1997, est une joueuse chinoise de hockey sur gazon.

## Carrière
Elle a fait ses débuts en équipe première le 17 mai 2022 contre l'Argentine à Valence lors de la Ligue professionnelle 2021-2022.